# تاریخ حیفا

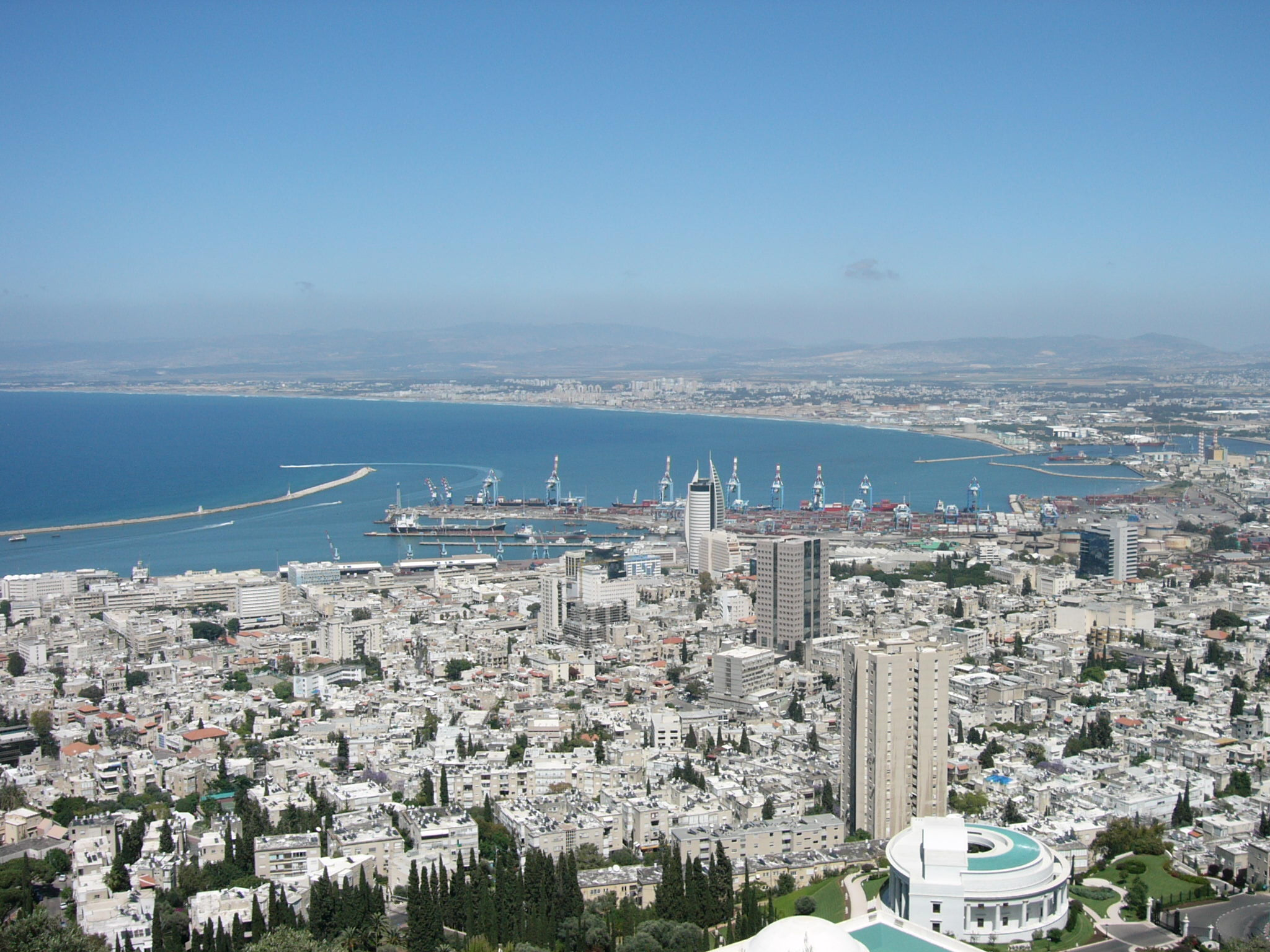
نمای شهر پایین‌دست و خلیج حیفا.

تاریخ حیفا به پیش از قرن سوم پیش از میلاد برمی‌گردد. از آن زمان، تمدن‌های مختلفی از جمله کنعانیان، ایرانیان، رومی‌ها، بیزانسی‌ها، مسلمانان، صلیبیون، ممالیک، ترک‌های عثمانی و بریتانیایی‌ها بر آن حکومت کرده‌اند. امروزه حیفا یکی از شهرهای مهم اسرائیل است.

## تاریخ اولیه

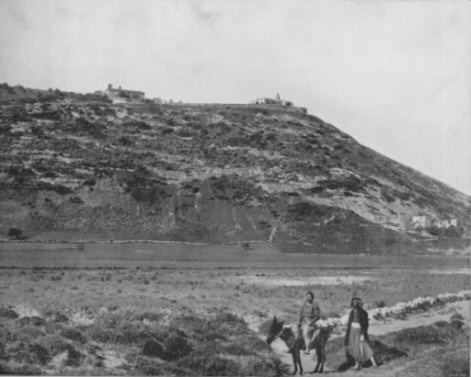
کوه کرمل، ۱۸۹۴.

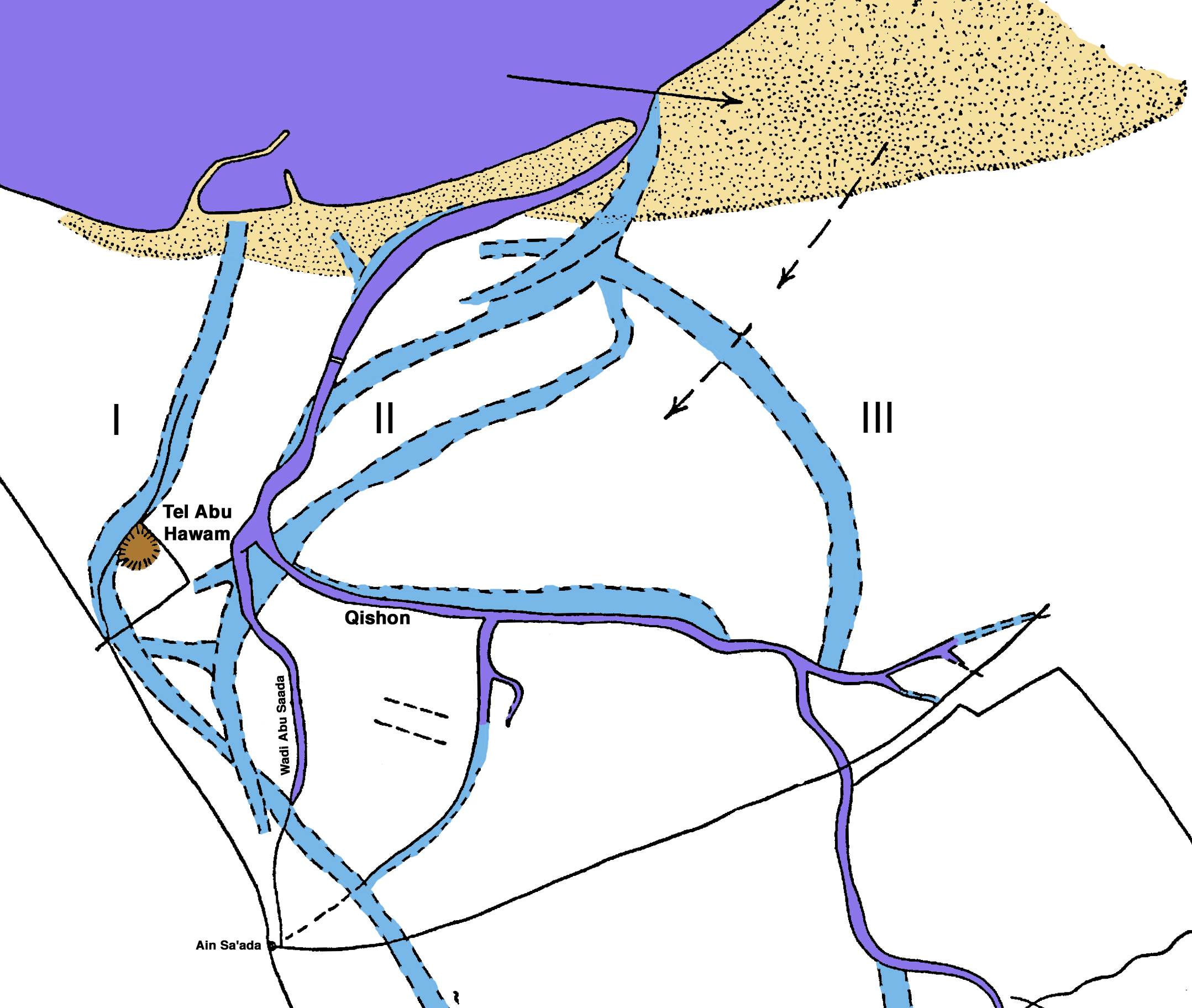
نقشه منطقه تل ابو هوام.

در اواخر عصر برنز (قرن ۱۴ پیش از میلاد)، یک شهر بندری کوچک به نام تل ابو هوام در منطقه حیفا وجود داشت. اسکیلاکس، جغرافی‌دان قرن ششم پیش از میلاد، شهری را «بین خلیج و دماغه زئوس» (یعنی کوه کرمل) توصیف می‌کند که ممکن است اشاره‌ای به سکونتگاهی در محل حیفا امروزی در دوره ایرانیان باشد. در دوره هلنیستی، پس از آنکه بندر قدیمی با گل و لای مسدود شد، شهر به مکانی جدید در جنوب بات گالیم امروزی منتقل شد. محوطه باستانی شیکمونا در جنوب غربی محله بات گالیم حیفا قرار دارد. کوه کرمل و رودخانه کیشون نیز در کتاب مقدس ذکر شده‌اند. زمین‌شناسی کوه کرمل باعث شده است که این کوه پر از غار باشد. غاری در بالای کوه کرمل به عنوان «غار الیاس» شناخته می‌شود که به‌طور سنتی با الیاس و شاگردش الیشع مرتبط است. در زبان عربی، بلندترین قله رشته کوه کرمل، المحرقه یا «محل سوزاندن» نامیده می‌شود که یادآور قربانی‌ها و پیشکش‌های سوزانده شده در این تپه در دوران پیش از یهود است. باورهایی بر این است که این نقطه، محل رویارویی حضرت الیاس با صدها کاهن بعل بوده است؛ بعل مورد نظر احتمالاً ملکارت بوده است.
در مورد مکان دقیق حیفای اولیه اختلاف نظر وجود دارد و بسیاری از محققان بر این باورند که نام «حیفا» با سکونتگاهی که بقایای آن در منطقه‌ای که از بیمارستان رامبام امروزی تا قبرستان در خیابان یافو امتداد دارد، پیدا شده است، یکسان است. تصور می‌شود که ساکنان این زمان عمدتاً در صنایع ساحلی مختلف از جمله ماهیگیری و کشاورزی و همچنین به عنوان بندر فعالیت می‌کردند. پیش از سال ۶۰۰ میلادی، تصور می‌شود که جمعیت حیفا به‌طور گسترده در سراسر منطقه پراکنده بوده است.
این شهر تا قرن سوم میلادی در ادبیات یهود ذکر نشده است. جمعیت هلنی‌شده در این زمان در امتداد ساحل زندگی می‌کردند و به تجارت مشغول بودند. حیفا در نزدیکی شهر شیکمونا، شهر اصلی آن زمان در منطقه، قرار داشت.
در زمان حکومت بیزانس، حیفا به شکوفایی خود ادامه داد، اگرچه به دلیل نزدیکی به عکا هرگز به اهمیت زیادی نرسید.

## سده‌های میانه
حکومت بیزانس در سدهٔ هفتم میلادی پایان یافت، زمانی که شهر توسط ساسانیان و سپس توسط مسلمانان در دهه ۶۴۰ میلادی فتح شد. در اوایل حکومت اعراب، حیفا به نفع بندر عکا تا حد زیادی نادیده گرفته شد. در زمان خلافت راشدین، شهر شروع به توسعه کرد و در قرن نهم تحت خلافت عباسی، حیفا روابط بازرگانی با بنادر مصر برقرار کرد و این شهر شامل چندین کارخانه کشتی‌سازی بود. ساکنان به تجارت و بازرگانی دریایی مشغول بودند. تولید شیشه و رنگرزی از حلزون‌های دریایی از سودآورترین صنایع شهر بودند. ناصرخسرو در سال ۱۰۴۷ از حیفا دیدن کرد. او خاطرنشان کرد که «حیفا در ساحل دریا قرار دارد و در اینجا نخلستان‌ها و درختان زیادی وجود دارد. در این شهر کشتی‌سازانی هستند که کشتی‌های بسیار بزرگی می‌سازند.»
در سال ۱۱۰۰، پس از نبردی شدید با ساکنان یهودی و پادگان ساراسن، دوباره توسط صلیبیون فتح شد. در زمان حکومت صلیبیون، این شهر بخشی از شاهزاده‌نشین جلیل بود تا اینکه ممالیک مسلمان در سال ۱۲۶۵ آن را تصرف کردند.
کرملی‌ها در قرن دوازدهم در کوه کرمل تأسیس شدند و نام خود را از آن گرفته‌اند. از آن زمان، در قله کوه در نزدیکی حیفا، ساختمانی وجود داشته است که به‌طور متناوب مسجد، صومعه و بیمارستان بوده است. در قرن نوزدهم، به عنوان یک صومعه کرملی بازسازی شد و غاری که در آنجا قرار دارد و به عنوان گورابه صومعه عمل می‌کند، به عنوان غار الیاس در نظر گرفته شد.

## دوران عثمانی

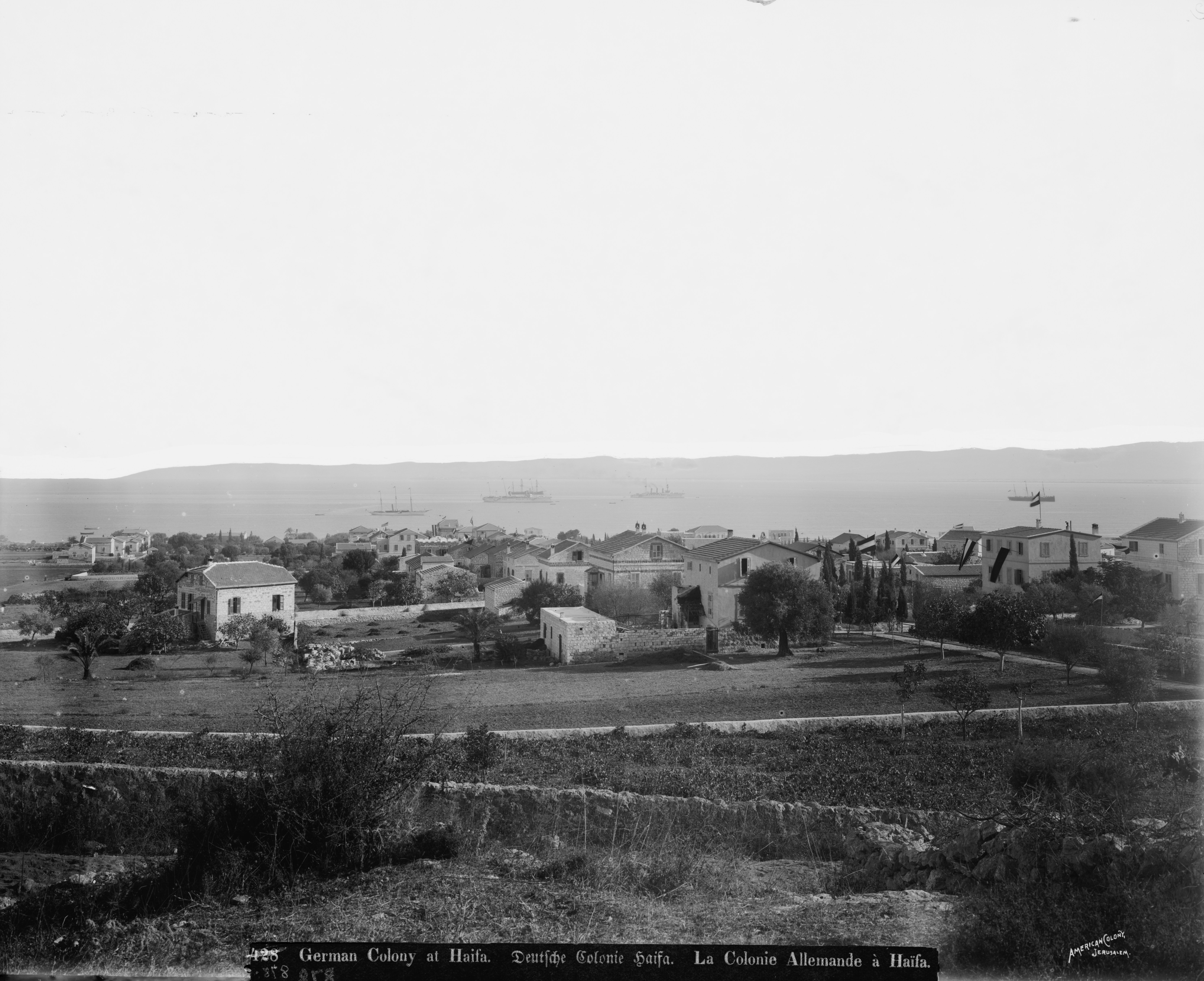
سکونتگاه اولیه تمپلرها

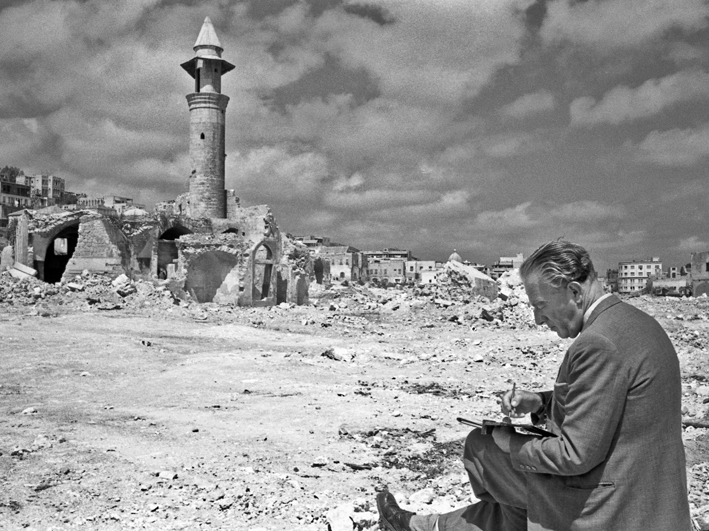
حیفا در دهه ۱۹۵۰ با ویرانه‌های قابل مشاهده از جنگ ۱۹۴۸

در سال ۱۷۶۱، ظاهر العمر، حاکم عرب عکا و الجلیل، شهر قدیمی حیفا به نام «حیفا العتیقه» را ویران کرد و شهر را در مکانی جدید بازسازی کرد و آن را با دیواری احاطه کرد. این رویداد به عنوان آغاز دوران معاصر شهر شناخته می‌شود. پس از مرگ ظاهر العمر در سال ۱۷۷۵، این شهر تا سال ۱۹۱۸ تحت حکومت امپراتوری عثمانی باقی ماند، به جز دو دوره کوتاه: در سال ۱۷۹۹، ناپلئون بناپارت حیفا را به عنوان بخشی از لشکرکشی ناموفق خود برای فتح فلسطین و سوریه فتح کرد، اما در همان سال عقب‌نشینی کرد. و بین سال‌های ۱۸۳۱ و ۱۸۴۰، محمدعلی پاشا، نایب‌السلطنه مصر، پس از آنکه پسرش ابراهیم محمدعلی پاشا کنترل را از عثمانی‌ها گرفت، بر حیفا حکومت کرد.
در سال‌های پس از اشغال مصر، جمعیت و اهمیت حیفا افزایش یافت در حالی که عکا دچار افول شد. ورود تمپلرهای آلمانی در سال ۱۸۶۸ که در جایی که اکنون به عنوان مستعمره آلمانی حیفا شناخته می‌شود، ساکن شدند، نقطه عطفی در توسعه حیفا بود. تمپلرها یک نیروگاه بخار ساختند و راه‌اندازی کردند، کارخانه‌ها را افتتاح کردند و خدمات کالسکه را به عکا، ناصره و طبریه افتتاح کردند و نقش کلیدی در نوسازی شهر ایفا کردند.
در اواخر قرن نوزدهم بود که این منطقه در بهائیت اهمیت پیدا کرد زیرا بقایای سید علی‌محمد باب ابتدا به عکا و در سال ۱۹۰۹ به حیفا منتقل شد و در آنجا مقبره‌ای ویژه برای این منظور در کوه کرمل توسط عبدالبهاء ساخته شد. حیفا همچنان یک مکان مهم عبادت، زیارت‌گاه‌های بهائی و اداره برای اعضای این دین است. مرکز جهانی بهائی (شامل مقام اعلی، باغ‌های بهائی حیفا و ساختمان‌های مرکز جهانی بهائی) همگی در دامنه شمالی کوه کرمل قرار دارند. قرارگیری اماکن مقدس بهائی در حیفا ریشه در تبعید بنیانگذار این دین، بهاءالله، به منطقه حیفا/عکا در زمان حکومت امپراتوری عثمانی بر فلسطین دارد. اماکن مقدس بهائی همچنین پربازدیدترین جاذبه گردشگری در حیفا هستند.
در اوایل قرن بیستم، مسلمانان احمدیه اولیه به کبابیر، حومه کوچکی از حیفا، مهاجرت کردند که امروزه متشکل از یهودیان و احمدی‌ها است. در طول سال‌ها، جامعه توسعه یافت و اکنون به عنوان مرکز عرب جامعه عمل می‌کند. این جامعه برنامه‌های خود را از طریق کانال مسلم تلویزیون احمدیه اینترنشنال از حیفا به جهان عرب پخش می‌کند. کبابیر همچنین به خاطر مسجد محمود، یک بنای معماری منحصر به فرد، شناخته شده است.

## قرن بیستم
در آغاز قرن بیستم، حیفا به عنوان یک شهر بندری صنعتی و مرکز جمعیتی رو به رشد ظاهر شد. خط آهن حجاز و تخنیون در آن زمان تأسیس شدند. منطقه حیفا محل سکونت تقریباً ۲۰ هزار نفر بود که ۹۶ درصد عرب (۸۲ درصد مسلمان و ۱۴ درصد مسیحی) و چهار درصد یهودی بودند. با افزایش مهاجرت به اسرائیل، این تعادل تغییر کرد. تا سال ۱۹۴۵، جمعیت ۵۳ درصد عرب (۳۳ درصد مسلمان و ۲۰ درصد مسیحی) و ۴۷ درصد یهودی بود. سرشماری سال ۱۹۲۲ جمعیت ۲۵ هزار نفری را در حیفا ثبت کرد که بیش از ۹ هزار نفر مسلمان، کمی کمتر عرب مسیحی و بیش از ۶ هزار نفر یهودی بودند. طبق سرشماری سال ۱۹۳۱، این شهر شامل ۵۰۴۰۳ نفر جمعیت بود که حدود ۲۰ هزار نفر مسلمان، ۱۵۹۲۳ نفر یهودی و حدود ۱۴ هزار نفر مسیحی بودند. در سال ۱۹۴۷، جمعیت شامل ۷۰۹۱۰ عرب (۴۱۰۰۰ مسلمان و ۲۹۹۱۰ مسیحی) و ۷۴۲۳۰ یهودی بود. مسیحیان عمدتاً به کلیسای ارتدکس یونانی (مسیحیان عرب) تعلق دارند. حیفا در طرح سازمان ملل برای تقسیم فلسطین در سال ۱۹۴۷ که پیشنهاد تقسیم قیمومت بریتانیا بر فلسطین به دو کشور را می‌داد، به عنوان بخشی از کشور یهود تعیین شد.
در ۲۴ دسامبر ۱۹۴۷، تک تیراندازان عرب چهار یهودی را در حیفا کشتند. در تلافی، شبه نظامیان یهودی چهار عرب را کشتند. در ۳۰ دسامبر، گروه شبه نظامی یهودی سازمان نظامی ملی در سرزمین اسرائیل دو بمب را به سمت گروهی از اعراب که در خارج از گروه بازان در حیفا منتظر کارهای ساختمانی بودند، پرتاب کردند که شش نفر را کشت و چهل و دو نفر را زخمی کرد. شورش‌هایی رخ داد که در آن ۲۰۰۰ کارمند عرب سی و نه نفر از همکاران یهودی خود را در آنچه به عنوان قتل‌عام پالایشگاه نفت حیفا شناخته می‌شود، کشتند. نیروهای یهودی در ۳۱ دسامبر ۱۹۴۷ با حمله به روستای عرب کشتار بلد الشیخ تلافی کردند. کنترل حیفا یک هدف حیاتی در جنگ ۱۹۴۸ اعراب و اسرائیل بود، زیرا این شهر بندر صنعتی اصلی کشور بود.
بریتانیایی‌ها در حیفا در ۲۱ آوریل ۱۹۴۸ مستقر شدند و از بیشتر شهر عقب‌نشینی کردند در حالی که همچنان کنترل تأسیسات بندری را در دست داشتند. این شهر در ۲۳ آوریل ۱۹۴۸ توسط تیپ کارملی هاگانا که پس از سه ماه حملات ناموفق نیروهای عرب توسط مردخای مکلِف در ساعت ۱۰:۳۰ صبح ۲۱ آوریل دستور اقدام دریافت کردند، تصرف شد. بیشتر جمعیت مسلمان از طریق بندر تحت کنترل بریتانیا گریختند. با این حال، تا ژوئن ۱۹۴۸، ۲۰۰۰ مسیحی و ۱۳۰۰ مسلمان هنوز در این شهر زندگی می‌کردند. در پایان ژوئن، نیروهای باقی مانده بریتانیا حیفا را ترک کردند.
امروزه حیفا حدود ۲۶۶۳۰۰ نفر جمعیت دارد. تقریباً ۹۰ درصد از جمعیت را یهودیان اسرائیلی تشکیل می‌دهند که عمدتاً کسانی هستند که طبقه‌بندی مذهبی ندارند و بیشتر مهاجران اتحاد جماهیر شوروی سابق از خانواده‌های ازدواج مختلط با اصالت یهودی هستند. طبق سازمان مرکزی آمار اسرائیل، شهروندان عرب اسرائیل ۹ درصد از جمعیت حیفا را تشکیل می‌دهند که اکثریت آنها در محله‌های وادی نیسناس، عباس و هالیسا زندگی می‌کنند.

## باستان‌شناسی
در سال ۲۰۲۰، باستان شناسان مؤسسه مطالعات دریایی لئون رکاناتی در دانشگاه حیفا کشتی ۲۵ متری مربوط به قرن هفتم را کشف کردند. این کشتی با استفاده از روش «پوسته اول» ساخته شده است که حاوی بزرگ‌ترین مجموعه سرامیک‌های بیزانس و اوایل اسلام کشف شده در اسرائیل است. کتیبه‌های زیادی به خط یونانی و عربی، نام الله و صلیب‌های مسیحی متعددی از جمله ۱۰۳ آمفورا با ۶ نوع که ۲ نوع آن قبلاً هرگز کشف نشده بود، کشف شد.